# Jabłoń (Parczew)
Pour les articles homonymes, voir Jabłoń.
Jabłoń (prononciation [ˈjabwɔɲ]) est un village de la gmina de Jabłoń du powiat de Parczew dans la voïvodie de Lublin, situé dans l'est de la Pologne.
Le village est le siège administratif (chef-lieu) de la gmina appelée gmina de Jabłoń.
Il se situe à environ 18 kilomètres au nord-est de Parczew (siège du powiat) et 63 kilomètres au nord-est de Lublin (capitale de la voïvodie).
Le village comptait une population de 1 251 habitants en 2008.

## Histoire
De 1975 à 1998, le village est attaché administrativement à l'ancienne Voïvodie de Biała Podlaska.

Depuis 1999, il fait partie de la nouvelle voïvodie de Lublin.

## Personnalités liées au village
- Auguste Zamoyski, sculpteur pré-cubiste, né dans ce village.